# Алексеевская волость (Ставропольская губерния)
Алексеевская волость — административно-территориальная единица, входившая в Благодарненский уезд Ставропольской губернии.
Административный центр — село Алексеевское.

## История
На 1920 год входила в Благодарненский уезд.